# لوک تنها، سلطان سیرک
لوک تنها، سلطان سیرک (انگلیسی: Lonesome Luke, Circus King) یک فیلم کمدی صامت کوتاه به کارگردانی هال روچ است که در سال ۱۹۱۶ منتشر شد. از بازیگران این فیلم می‌توان به هارولد لوید، اسناب پالرد و ببه دنیلز اشاره کرد.